# كورييه دي ليجيبت
كورييه دي ليجيبت (بالفرنسية: Le Courier de l'Égypte) وترجمتها بالعربية (بريد مصر) هي أولى الصحف التي صدرت في مصر على الإطلاق، وصدر العدد الأول منها في 29 أغسطس عام 1798.

## دور الجريدة
كانت كورييه دي ليجيبت صحيفة الحملة الفرنسية التي غزت مصر في الفترة من 1798 وحتي 1801م بقيادة نابليون بونابرت. وكانت أول صحيفة يعرفها الشرق بصورة عامة تصدر في صورتها الكاملة. تركز دور الصحيفة على رصد الأخبار الخارجية والفنية والثقافية، ونشر القرارات العسكرية وربط الجنود وقياداتهم، بالإضافة إلى فكاهات ونوادر تروح عن الجنود. كما حملت أنباء العاصمة والأقاليم وكان الهدف منهما تعريف الفرنسيين بما كان يجرى في البلاد خاصة بعد انقطاع الجنود الفرنسيين عن فرنسا. وكانت هي وصحيفة (لاديكاد إيجيبسيان) التي أهتمت بالأخبار العلمية في مصر والحياة الاجتماعية والأدبية والثقافية.

## صدور الجريدة
صدر العدد الأول من كوريية دي ليجيبت في 29 أغسطس عام 1798م، بعد نحو شهر من دخول الحملة إلى مصر، وصدر منها 116 عددا. وطبعت في القاهرة في المطابع التي جاء بها نابليون إلى مصر. وكانت تزود الجنود بالأخبار عن مصر وأقاليمها وتربط بينهم وبين قياداتهم كما كانت تنشر الأخبار والقرارات العسكرية، فضلا عن بعض النوادر والفكاهات والتي تروح عن الجنود.

## لغة الصدور
استخدمت كورييه دي ليجيبت اللغة الفرنسية حيث كانت تخاطب أعضاء الحملة وجنودها.

## دورية الصدور
كانت تصدر كل خمسة أيام.